# Feodor Jakowlewitsch Fortinski

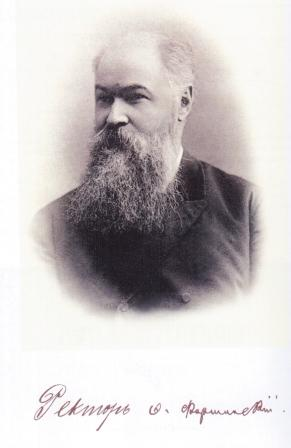
Feodor Fortinski 1896

Feodor Jakowlewitsch Fortinski (russisch Феодор Яковлевич Фортинский, ukrainisch Федір Якович Фортинський Fedir Jakowytsch Fortynskyj; * 15. Februarjul. / 27. Februar 1846greg. in Schostje, Gouvernement Rjasan, Russisches Kaiserreich; † 12. Dezemberjul. / 25. Dezember 1902greg. in Kiew, Russisches Kaiserreich) war ein russischer Historiker, Mediävist, Professor und Rektor an der St.-Wladimir-Universität in Kiew.

## Leben
Feodor Fortinski wurde in die Familie eines Dorfpriesters im Dorf Schostje (Шостье) im Ujesd Kassimow des russischen Gouvernement Rjasan geboren und besuchte die theologische Schule in Rjasan.
Zwischen 1865 und 1869 studierte er an der Fakultät für Geschichte und Philologie der Universität Sankt Petersburg.
Im Mai 1872 erhielt er sein Diplom und wurde anschließend Assistenzprofessor für Allgemeine Geschichte an der Kiewer St.-Wladimir-Universität. Im März 1877 wurde Fortinski Doktor der allgemeinen Geschichte, im April desselben Jahres außerordentlichen und 1878 ordentlicher Professor. Von 1887 bis 1890 war er Dekan der Fakultät für Geschichte und Philologie an der Kiewer Universität. Im August 1890 wurde er, in Nachfolge von Nikolai Rennenkampff, Rektor der St.-Wladimir-Universität und blieb dies bis Juli 1902.
1895 erhielt er die Ehrenmitgliedschaft der Historischen Nestor-Gesellschaft und 1902 wurde er Ehrenmitglied des Kiewer Theologischen Seminars.
Fortinski starb 56-jährig in Kiew und wurde dort auf dem Baikowe-Friedhof bestattet.